# ویلهلم استیاسنی
ویلهلم استیاسنی (انگلیسی: Wilhelm Stiassny; ۱۵ اکتبر ۱۸۴۲ – ۱۶ ژوئن ۱۹۱۰) معمار اهل امپراتوری اتریش بود.